# Хотинська височина
Хоти́нська височина́ — хвилясте горбисте пасмо на південь від Подільської височини, у межиріччі Пруту й Дністра. Розташована в межах Чернівецької області.

## Загальний опис

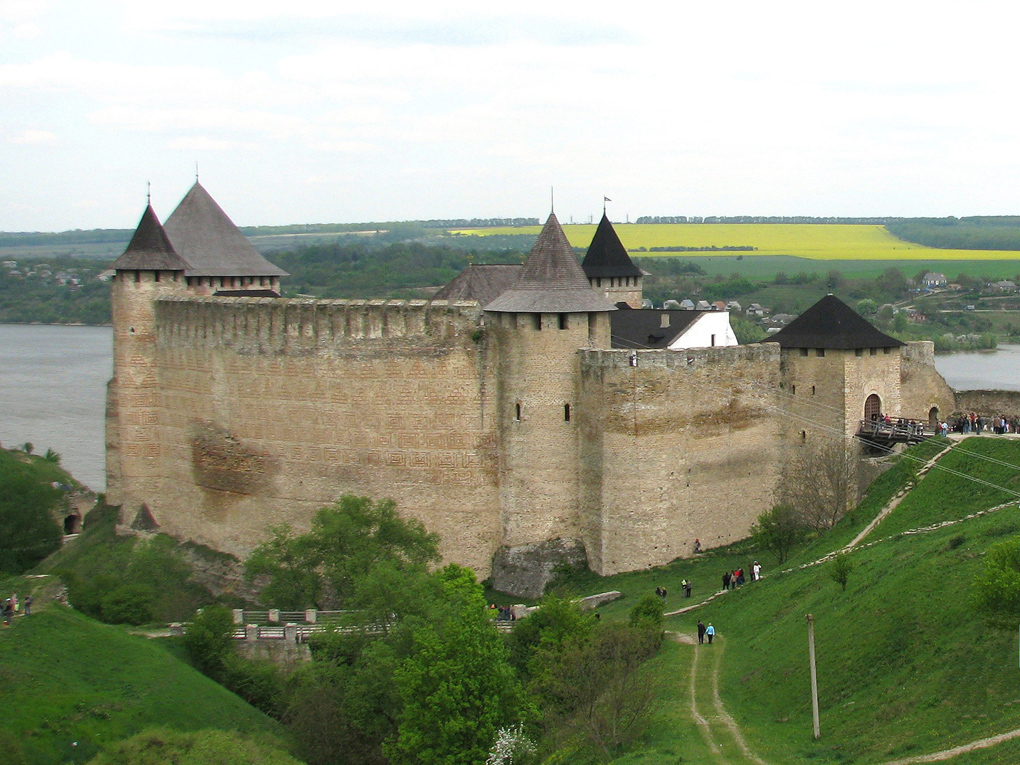
Хотинська фортеця

Хотинська височина поступаєтеся багатьом іншим українським височинам своєю відносно невеликою площею. Однак саме тут розташована найвища точка рівнинної частини України — гора Берда (515 м). З-поміж інших Хотинська височина вирізняється і своїми пересічними висотами, які становлять 350—400 м. Поширеними тут породами є вапняки, пісковики, глини, гіпс.
На Хотинській височині розташована Хотинська фортеця, яка протягом століть була центром оборони країв у цьому регіоні.
Природоохоронні території в межах височини:
- Чернівецький регіональний парк
- Шилівський ліс
- Рухотинський ліс

## Геологія, корисні копалини
Складена височина неогеновими вапняками, пісковиками, глинами, гіпсами.
Корисні копалини: будівельні матеріали, мінеральні води.